# Lieps (Sandbank)
Die Lieps ist eine zeitweise trockenfallende Sandbank nordwestlich von Wismar und fünf Kilometer westlich der Insel Poel, die sich vom Tarnewitzer Huk aus 3 1⁄2 Kilometern nach Osten erstreckt, bei einer Breite bis 3½ Kilometern. Der Name leitet sich vermutlich vom slawischen Wort lipa für Linde ab, was für eine damalige Bewaldung der Insel spricht.
Die Lieps war im Mittelalter eine Halbinsel, die die Wohlenberger Wiek im Norden begrenzte. Später durchtrennten vermutlich Sturmhochwasser die Landverbindung. Bekannt wurde die Lieps als Standort des ersten deutschen Leuchtturms. Sie wurde urkundlich als insula Lypec im Jahr 1266 genannt. Noch Ende des 19. Jahrhunderts erstreckte sich die Insel mehrere hundert Meter in Ost-West-Richtung. Seit Mitte des 20. Jahrhunderts wird die Lieps auf den Land- und Seekarten nicht mehr als Insel geführt.
Am 14. Januar 2006 wurde auf der Lieps von einem Angler ein 17 Meter langer und etwa 20 Tonnen schwerer toter Finnwal entdeckt, der sich in die Ostsee verirrt hatte.

## Nachweise
1. 1 2  Paul Kühnel: Die slavischen Ortsnamen in Meklenburg. In: Jahrbücher des Vereins für Mecklenburgische Geschichte und Altertumskunde, Bd. 46, 1881, ISSN 0259-7772, S. 3–168, hier S. 84.